# کلی فرمون کریگ
کِلی فرِمون کریگ (انگلیسی: Kelly Fremon Craig؛ زادهٔ ۱ ژانویهٔ ۱۹۸۱) کارگردان فیلم، فیلم‌نامه‌نویس و تهیه‌کننده اهل ایالات متحده آمریکا است. آخرین ساخته او فیلم خدایا آن‌جایی؟ منم مارگرت (۲۰۲۳) است.

## فیلم‌شناسی
- پست‌گرد (۲۰۰۹) - نویسنده
- آستانه هفده‌سالگی (۲۰۱۶) - کارگردان
- بامبلبی (۲۰۱۸) - بازنویسی فیلمنامه
- خدایا آن‌جایی؟ منم مارگرت (۲۰۲۳) - کارگردان